# 手套

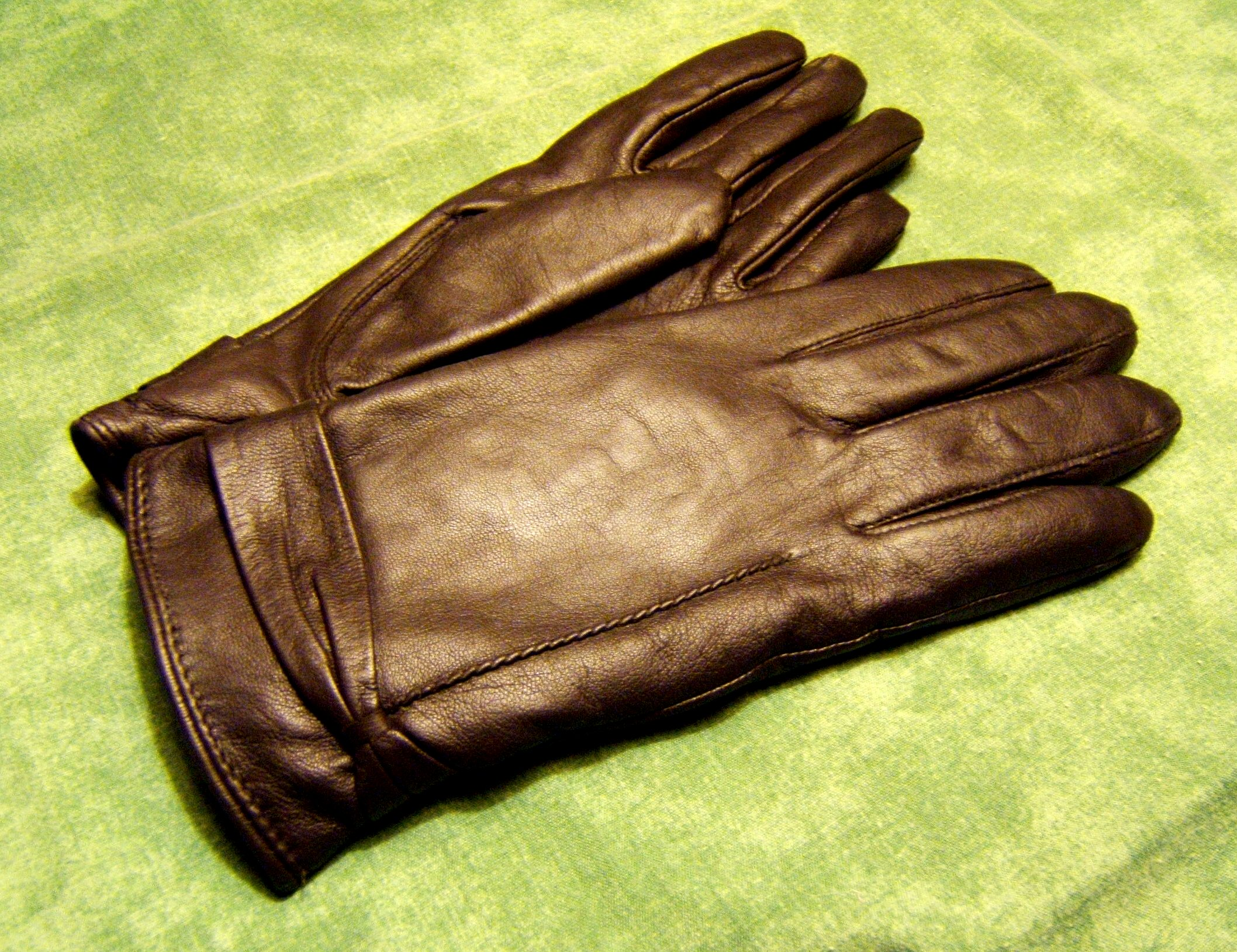
皮手套

手套是包裹手的服饰或保护器材。作用有：手部保暖、装饰、宗教用途、保护手免遭伤害、隔离手部，特殊的手套也是体育运动的器材。
但除了传统意义上的手套，如今的手套更有了深一层的含义，与传统的手套迥然不同。这是由于网络游戏的兴起，使得铺天盖地的游戏装备名称出现，由于游戏玩家数量众多，尤其是相比于传统行业，使得网络上的手套信息更多的却是网络游戏装备的相关信息。

## 历史

### 中国历史

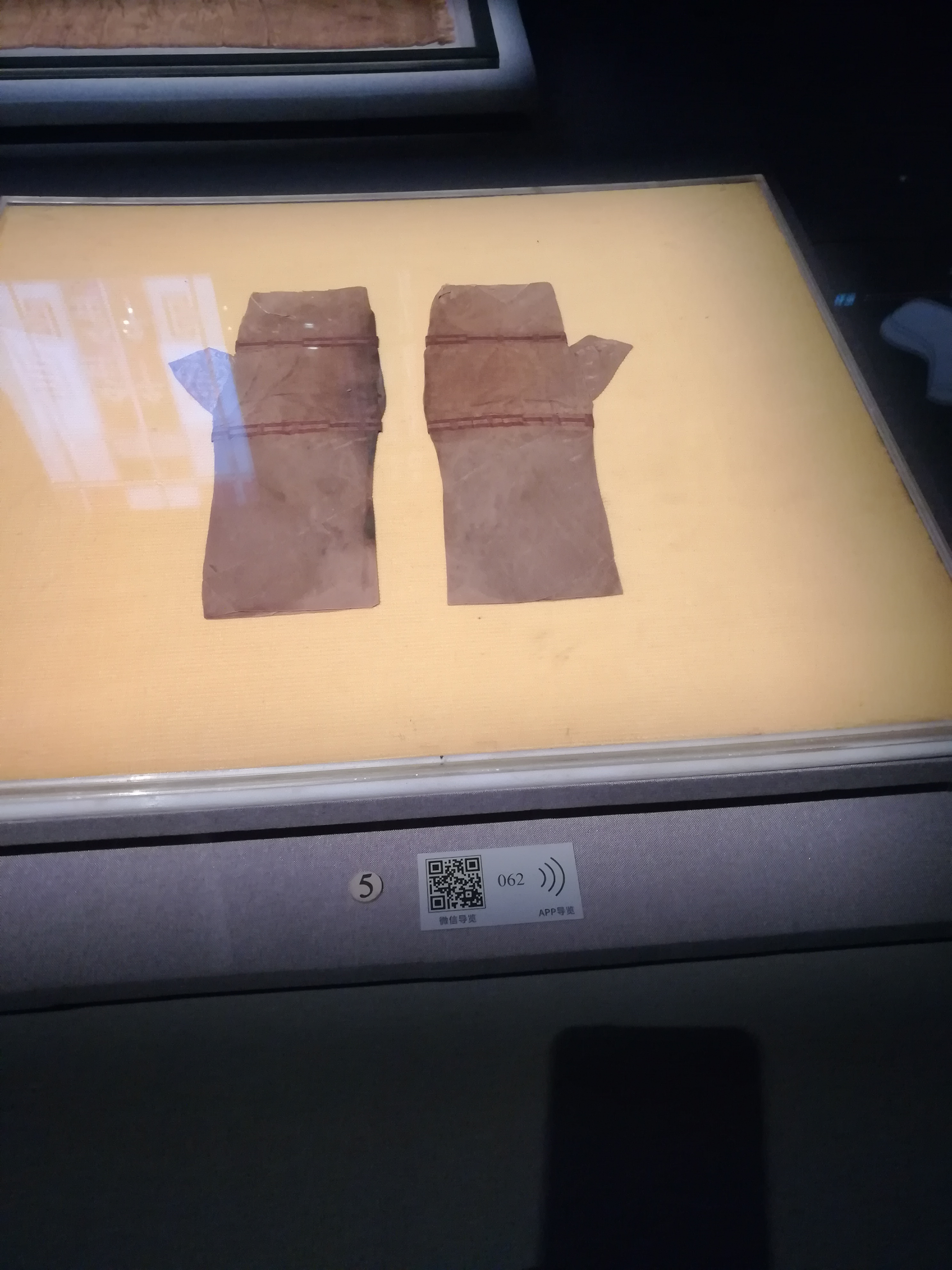
馬王堆漢墓出土的絲質手套

手套在中国古代并不很普遍。一个原因是汉服的袖子宽大，可以遮挡暖手，或者双手抄在胸前的袖筒内。
但湖北省江陵县出土过战国中期墓葬中的皮手套。另外，马王堆汉墓中的西汉女尸辛追手上戴有丝绣的无指手套。

### 西方历史
手套在古希腊、罗马偶有记载。从13世纪起，欧洲的女性开始流行戴手套为装饰。这些手套一般是亚麻布或丝绸质地，可以长达手腕或肘部，亦多有以動物皮革製作，同時為掩蓋皮革的氣味而將皮手套浸泡於香水的特殊手套。这期间，男性贵族也流行戴有装饰的手套。直到現在，西方許多正式場合都會有以戴手套以表示莊重的傳統。
教宗、樞機和主教等在施行弥撒的时候戴白色手套，有装饰和象征神圣二重用途。
西方的职业军人传统上戴白手套，向别人丢手套往往是挑起決鬥的第一步。目前白手套仍然是很多国家军礼服的一部分。

## 手套的分类

### 按指部外形
- 分指手套：每只有5个分开的长袋装手指；
- 三指手套：拇指和食指分开，其余3个手指连在一起。
- 连指手套：中国东北称手闷子，拇指分开，其余4个手指连在一起。
- 直型手套：5个手指连在一起。通常為嬰兒使用，包裹他們的手，以免他們用手抓臉，抓傷自己。
- 半指手套：每个手指部分不闭合，只遮到第一节。
- 无指手套：没有手指部分，在指跟处开口。

分开的手指越少，对手指的保温效果也越好，但同时限制了手部的活动。半指和无指手套除了装饰外，比分指手套的手指灵活性也有增加。

### 按用途
- 防寒手套：一般用布、布夹棉花、毛线编织、毡、皮革等材料制作。
- 烹飪手套：在廚房使用，結構與防寒手套類似，做為隔熱或隔離細菌之用。
- 晚宴手套：主要做裝飾用途，通常用絲綢、紗、緞等細緻舒適的材質製作。女性常見於西式晚礼服、婚纱、禮賓人員服裝，女性禮服手套依長度可分「及腕手套」（wrist length）、「中手套」（middle length）、「及肘手套」（elbow length）、「長手套」（long length）和「及肩手套」(shoulder length)。男性一般只會戴及腕的短手套。
- 棉紗手套：在劳动的时候戴手套以保护手並避免污損物品。例如焊接、安装铁丝网、使用电锯、帶電操作、使用有害化学品和有害生物制品的时候。但使用一些迴轉機械如鑽孔機等，為防止手被捲入機械內受傷，不可戴手套操作。
- 醫用手套：医生、護理師、藥劑師等執行醫療工作的时候，为了卫生经常戴密封的医用手套，用乳胶、聚氯乙烯、丁腈橡胶等合成材料制作。
- 駕駛手套：驾驶员有时候戴专用的手套以增加摩擦，把稳汽车的方向盘。在日本，大眾運輸的從業員承襲明治維新後，軍人戴白手套的傳統，工作時戴白手套。
- 運動用途：棒球手套、拳擊手套、足球守門員手套等。
- BDSM用途：皮革或乳胶制的手套、用于捆绑双臂的单手套。
- 戰爭用途：通常為金屬製，可見於全套式或半套式的金屬鎧甲。[[]]
- 家事用途：視家事的性質戴上不同材質手套，例如清洗時戴上防水手套避免富貴手等皮膚發炎。

## 手套引起的伤害
长时间配戴手套所产生的人体伤害主要是接触性皮炎。預防方法：可采用无玉米淀粉手套，以避免内部变为弱碱性而伤害皮肤；使用非乳胶手套，如聚氯乙烯、丁腈橡胶材料；使用保湿剂，保护手部表皮屏障。

## 圖片

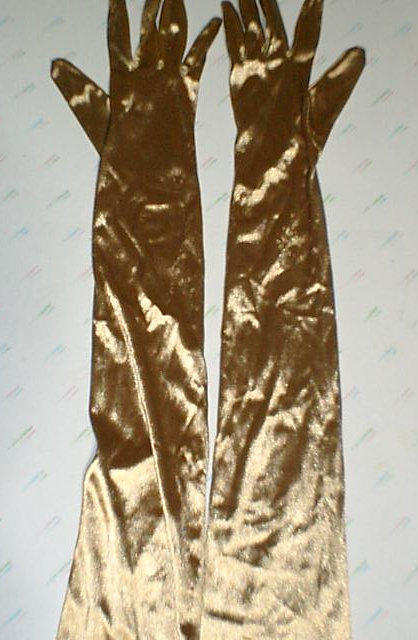
晚宴手套
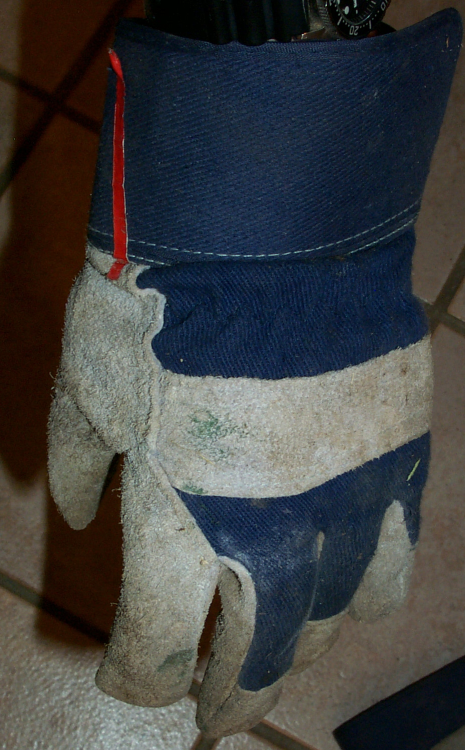
园艺用的保护手套
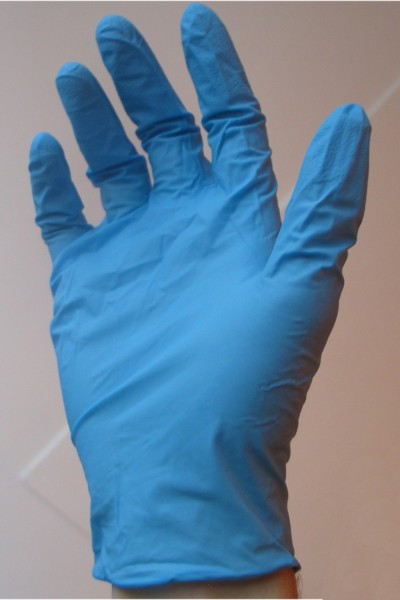
医用的一次性丁腈橡胶手套
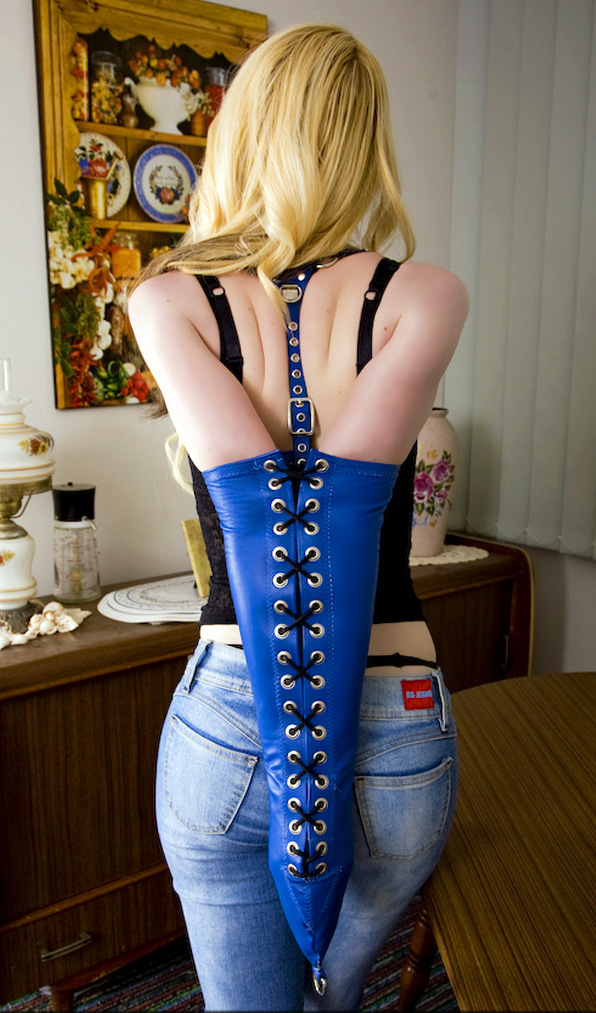
用于BDSM捆绑的单手套

## 另見
- 手套箱
- 指套
- 袖套